# Rhynchospora
Rhynchospora es un género con unas 400 especies de plantas con flores de la familia Cyperaceae con una distribución cosmopolita.  Comprende 784 especies descritas y de estas, solo 354 aceptadas.
Lo distintivo de este género son las una a diez brácteas grandes que tienen en la base de las inflorescencias que parecen, si es una, un pico de pájaro y una estrella sin son más. Las brácteas tienen 3-5 cm de longitud, pero en la R. nervosa, pueden alcanzar los  22 cm de longitud.

## Descripción
Son plantas perennes o anuales; con culmos teretes o triangulares; plantas hermafroditas o andromonoicas. Hojas con láminas lineares, planas, dobladas o acanaladas; vaina abierta o cerrada, sin lígula. Inflorescencias foliosas o bracteado-setáceas; espiguillas fasciculadas o en corimbos compuestos, cimas o capítulos; escamas pocas a numerosas, variadamente imbricadas, 1-acostilladas, las fértiles más grandes; cerdas hasta 12, variadamente apendiculadas; estambres 2 o 3; estilo con estigma simple, linear o coronado con 2 ramas estigmáticas lineares, subiguales, la base del estilo generalmente articulada al ápice del ovario, persistente como un tubérculo en el cuerpo del fruto. Fruto variadamente ornamentado.

## Taxonomía
El género fue descrito por Martin Vahl y publicado en Enumeratio Plantarum . . . 2: 229. 1805. La especie tipo es: Rhynchospora alba (L.) Vahl. 

## Especies seleccionadas
- Rhynchospora alba - Europa.

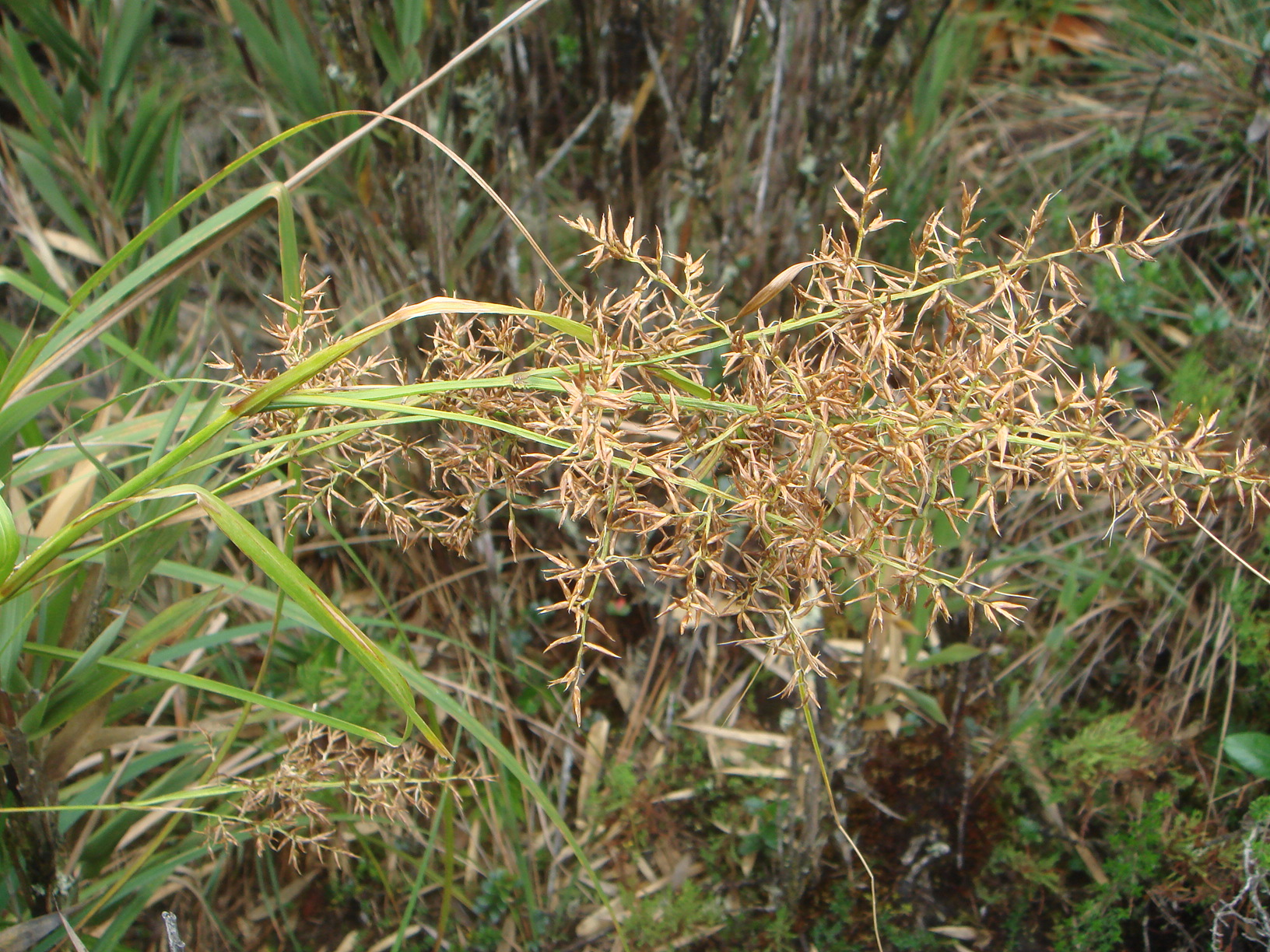
Rhynchospora ruiziana en los Andes, Colombia.

- Rhynchospora californica - California
- Rhynchospora colorata - Norteamérica.
- Rhynchospora fusca - Europa.
- Rhynchospora nervosa. Tropical del Nuevo Mundo.
- Rhynchospora ruiziana. Suramérica